# Hornos de Moncalvillo
Hornos de Moncalvillo és un municipi de la Rioja, a la regió de la Rioja Mitjana. Està situat en la vall occidental del Iregua.

## Història
Les primeres referències a la localitat apareixen en el segle xi, en el testament d'Estefania de Foix, dona del rei Garcia IV Sanxes III de Navarra, en favor de la seva filla Jimena. La localitat va ser inclosa en el Senyoriu de Cameros que Enric de Trastámara va lliurar a Juan Ramírez de Arellano en canvi dels seus serveis en la guerra contra Pere I el Cruel, en 1366. Més endavant va passar a pertànyer als Ducs de Nájera.